# Данијел Павловић
Данијел Павловић (Крагујевац, 27. јул 1985) српски је музичар, певач и композитор. Широј јавности познат по учешћу у ријалити-шоу Операција Тријумф, где се пласирао у финале и освојио високо пето место, као једини преостали представник Србије.

## Школовање
Данијел Павловић је рођен 27. јула 1985. године у Крагујевцу, у тадашњој Југославији. Завршио је нижу музичку школу, одсек клавир, а пар година је свирао и виолину. Дипломирао у средњој музичкој школи у Крагујевцу, одсек клавир, у класи професорке Наталије Икајеве Томић. Као солиста освајао је многобројне награде за интерпретацију. Године 2004. уписује Музичку академију у Новом Саду, одсек клавир, у класи професорке Јокут Михаиловић.
Дипломирао је клавир у класи професора Александра Сердара и тренутно је на магистарским студијима. Предавао је клавир у музичкој школи у Крагујевцу.

## Професионална каријера
Године 2004. дебитује на једанаестом музичком фестивалу поп музике у Будви као композитор, текстописац и вокални извођач. Као текстописац и композитор сарађивао је са домаћим музичарима попут Катарине Сотировић, Коктел бенда, Нине Бадрић, Марије Шерифовић, Николе Роквића, Секе Алексић и других.
Учествовао је на Беовизији 2009. у дуету са Милицом Мајсторовић (такође учесницом Операције Тријумф), где су са песмом H8ER заузели осмо место у финалној вечери.
Године 2009, заједно са бившим учесницама Операције Тријумф, Аном Бебић и Милицом Мајсторовић, учествује на музичком фестивалу Сунчане скале, у Херцег Новом са песмом Рођени са грешком. Почетком јануара 2010. године Данијел објавио је сингл Неке се речи догоде.
У првој половини 2011. године учествовао је у ријалити шоу програму „Двор” на РТВ Пинк који је окончао као другопласирани учесник. Исте године за продукцијску кућу Сити рекордс објављује дебитантски албум Стари загрљај, са кога су се издвојиле песме Неке се речи догоде, Да ме више не волиш, До лимита (дует са Данком Петровић), Тахикардија.
Након тога добија позив од Жељка Митровића, те 2012. године, снима песму са његовим новоокупљеним бендом – Željko Mitrović&Berklee Groove: ТВ (Лепотица из спота), на текст Марине Туцаковић.
На фестивалу Сунчане скале у Херцег Новом, 2013. године, узима Сребрну сирену освојивши друго место са кантауторском композицијом Три дана.
У јулу 2014. године Данијел објављује свој нови сингл под називом Ретро љубав, уз успешно бављење својом школом певања VIVO, која је изнедрила многобројне таленте који су се такмичили на домаћим и регионалним такмичењима, који су неки од њих и Павле Васиљевић, Ника Пурић, Тамара Селимовић и други.
На Пинк фестивалу, 2015. године учествовао је са ауторском песмом Лавиринт, а 2016. издаје сингл Прекини.
На националном избору Беовизија 2018 (Сава центар - 20. фебруар 2018), за представника на песми Евровизије у Лисабону, je наступао са песмом Ружа судбине, музика: Данијел Павловић, текст Марина Туцаковић, аражман Маре и Марко Кон.

## Дискографија
Албум
- Стари загрљај (  2011.[3], Сити Рекордс)

Синглови
- Љубав која не бледи - Будвански фестивал 2004;
- - Беовизија 2009. (у дуету са Милицом Мајсторовић);
- Јавна тајна;
- Рођени са грешком - Сунчане скале 2009. (Данијел Павловић, Милица Мајсторовић и Ана Бебић);
- Неке се речи догоде, сингл 2010. текст и музику за ову песму потписује сам Данијел Павловић, док је аранжман урадио Зоран Костић;
- До лимита , 2012. дует са Данком Поповић
- Три дана , сингл, Сунчане скале 2013.
- Ретро љубав, сингл, 2014.[4]
- Лавиринт, сингл, 2015. Пинк мјузик фест
- Прекини, сингл, 2016.
- Ружа судбине, 2018 Беовизија 2018.